# جون هيوز (لاعب كرة قدم كندي)
جون هيوز (بالإنجليزية: John Hughes)‏ (3 يوليو 1965 في المملكة المتحدة - ) هو لاعب كرة قدم كندي وبريطاني في مركز الدفاع. شارك مع منتخب كندا الوطني لكرة القدم ‏. أما مع النوادي، فقد لعب مع Victoria Vistas ‏.